# Glendora, Mississippi
Glendora là một thành phố thuộc quận Tallahatchie, tiểu bang Mississippi, Hoa Kỳ. Năm 2010, dân số của thành phố này là 151 người.

## Dân số
- Dân số năm 2000: 285 người.
- Dân số năm 2010: 151 người.